# Orthomyxoviridae
Orthomyxoviridae (Ortomyxovirus) är en RNA-virusfamilj med fem olika genera. Influensa A, Influensa B och Influensa C orsakar Influensa hos vertebrater (ryggradsdjur). Isavirus infekterar lax och Thogotvirus infekterar både vertebrater och evertebrater. 
RNA-strängen är omgiven av en kapsid vilken i sin tur omges av ett hölje med två olika glykoproteiner, hemagglutinin (H) och neuraminidas (N). Dessa kombineras på olika sätt och bildar de olika influensavarianterna (H1N1, H5N1, H5N8, H10N1 m fl). Alla tre influensagenera kan infektera människor men det är Influensa A som skapar pandemier. Det är bara vissa H och N varianter som kan infektera människa.
Det finns tre olika typer av influensavirus:
- Influensavirus typ A
- Influensavirus typ B
- Influensavirus typ C
- Influensavirus typ D